# Мішель Рош
Мішель Рош (фр. Michel Roche, 8 вересня 1939 — 11 червня 2004) — французький вершник.
Олімпійський чемпіон 1976 року в командному конкурі.